# Bailadores
Bailadores é uma cidade venezuelana, capital do município de Rivas Dávila.